# 鮑比·葛里奇
羅伯特·安東尼·葛里奇（英語：Robert Anthony Grich，1949年1月15日—），為前美國職棒大聯盟的二壘手，生涯曾效力過金鶯與天使兩隊。1981年，葛里奇拿下全壘打王與銀棒獎。他生涯入選6次明星賽，還連續4年拿下金手套獎。
1988年，葛里奇成為第一位入選加州天使隊名人堂的球員。1998年，他入選金鶯隊名人堂。目前他在天使隊幕後工作。

## 職業生涯
1967年大聯盟選秀，葛里奇在首輪19順位被金鶯隊選走。1970年，21歲的葛里奇登上大聯盟。這年金鶯打敗紅人拿下世界大賽冠軍，葛里奇也順利拿下首枚冠軍戒。
1969年至1974年間，金鶯隊拿下五次分區冠軍。儘管他的守備位置和Davey Johnson重疊，不過球隊仍看好葛里奇的未來性，因此在1972年將Johnson交易。
1973年，葛里奇寫下大聯盟史上最高的9成95守備率。1985年，他更將紀錄推高到9成97。1973年到1976年間，他連續拿下金手套獎。
1976年，葛里奇成為自由球員，並加盟天使隊。原本天使打算將葛里奇移防游擊，讓Jerry Remy擔任二壘手。不過後來葛里奇因為椎間盤突出，導致1977年他僅出賽52場比賽。1978年，天使將Remy交易到紅襪，換來Don Aase。
1979年，他的打擊率為2成94，並敲出30轟與101分打點。1981年，葛里奇以22轟拿下美聯全壘打王。打擊率3成04寫下生涯新高。
1986年，葛里奇在生涯最後一年跟著球隊闖進季後賽，並在美聯冠軍賽以3勝1敗領先紅襪，但最後卻吞下3連敗遭到淘汰。葛里奇最終也抱憾退休。

## 生涯打擊成績
| 出賽次數 | 打席 | 打數 | 得分 | 安打 | 二安 | 三安 | 全壘打 | 打點 | 盜壘 | 保送 | 三振 | 打擊率 | 上壘率 | 長打率 | OPS  |
| -------- | ---- | ---- | ---- | ---- | ---- | ---- | ------ | ---- | ---- | ---- | ---- | ------ | ------ | ------ | ---- |
| 2008     | 8220 | 6890 | 1033 | 1833 | 320  | 47   | 224    | 864  | 104  | 1087 | 1278 | .266   | .371   | .424   | .794 |

## 名人堂票選
葛里奇在1992年獲得名人堂票選資格，不過他第一年票選只拿下2.6%的得票率，因此被剔除票選資格。
2017年，透過賽伯計量學的JAWS名人堂評分系統來看，葛里奇的分數為非名人堂的工具人選手中最高。甚至有10位已入選名人堂的二壘手，JAWS評分還比葛里奇還低。有兩位非名人堂球員的選手的JAWS評分比葛里奇高，分別是游擊手Bill Dahlen和二壘手盧·懷泰克。

## 外部連結
- 球員資訊和成績在MLB，ESPN，Baseball-Reference，Fangraphs（英文）